# Sierra Alhamilla (Pechina)
Sierra Alhamilla (o Los Baños de Sierra Alhamilla) es una localidad y pedanía española perteneciente al municipio de Pechina, en la provincia de Almería. Está situada en la parte septentrional de la comarca Metropolitana de Almería. Cerca de esta localidad se encuentra el núcleo de Pechina capital.
Recibe el nombre de Baños de Sierra de Alhamilla debido al nacimiento de aguas termales y a los baños que se surten de dicha fuente. El agua brota de la misma roca a unos 58 °C y procede de un acuífero carbonatado del Complejo Nevado-Filábride, que en parte aflora en las faldas meridionales de Sierra Alhamilla, y se extiende por debajo del Campo de Níjar, ganando temperatura en profundidad según el gradiente geotérmico de la zona. Algunos accidentes tectónicos, como fallas o la propia cota del manantial, favorecen la posterior 
salida del agua termal cargada de minerales disueltos, siendo así el manantial con mayor temperatura del sur de España. No es cierto, como cree la cultura popular, que el origen del agua termal sea debido a una "actividad volcánica subterránea".

## Historia
Se ha podido comprobar el uso de las aguas de los Baños de Sierra  Alhamilla por distintas civilizaciones de la antigüedad: argares, fenicios, romanos y árabes. Estos baños de aguas termales se remontan a época romana y medieval y fueron los más importantes de Almería. Sin embargo, el edificio actual fue construido gracias al obispo San Claudio Sanz y Torres y Ruiz Castañedo en 1777. Recientemente han sido rehabilitados, siguiendo la estética de origen árabe. El interior contiene una galería de dos plantas con arcos en forma de patio descubierto. El camino fue adecuado para carruajes hasta la misma población hacia 1841.
Hoy en día la pedanía es domicilio de unas pocas familias. En la localidad se encuentra un hotel, que alberga los baños termales que están en uso desde épocas pasadas; dos bares y una pequeña ermita, en la que se puede ver una figura de San Claudio. A las afueras también hay una nave, que alberga los restos de lo que hace pocos años fue una planta embotelladora de la misma agua salida del manantial, hoy cerrada.

## Demografía
Según el Instituto Nacional de Estadística de España, en el año 2021 Sierra Alhamilla contaba con 35 habitantes censados, lo que representa el 0,84% de la población total del municipio.

### Evolución de la población
| Gráfica de evolución demográfica de Sierra Alhamilla entre 2010 y 2023 |
|                                                                        |
| Datos según el nomenclátor publicado por el INE.                       |

## Comunicaciones

### Carreteras
La única vía de comunicación que transcurre por esta localidad es:
| Identificador | Denominación                                | Itinerario                 |
| ------------- | ------------------------------------------- | -------------------------- |
| AL-3100       | De la AL-3117 a Sierra Alhamilla de Pechina | Pechina - Sierra Alhamilla |

Algunas distancias entre Sierra Alhamilla y otras ciudades:
| Ciudades | Distancia (km) |
| -------- | -------------- |
| Pechina  | 9              |
| Almería  | 18             |
| Granada  | 153            |
| Jaén     | 210            |
| Murcia   | 222            |

## Cultura

### Fiestas
Sierra Alhamilla celebra sus fiestas en torno al 30 de octubre en honor a San Claudio, patrón del pueblo.